# Skepperiella merulioides
Skepperiella merulioides är en svampart som först beskrevs av R. Heim ex R. Heim, och fick sitt nu gällande namn av David Norman Pegler 1972. Skepperiella merulioides ingår i släktet Skepperiella och familjen Marasmiaceae.   Inga underarter finns listade i Catalogue of Life.